# Sylwester Kaliski

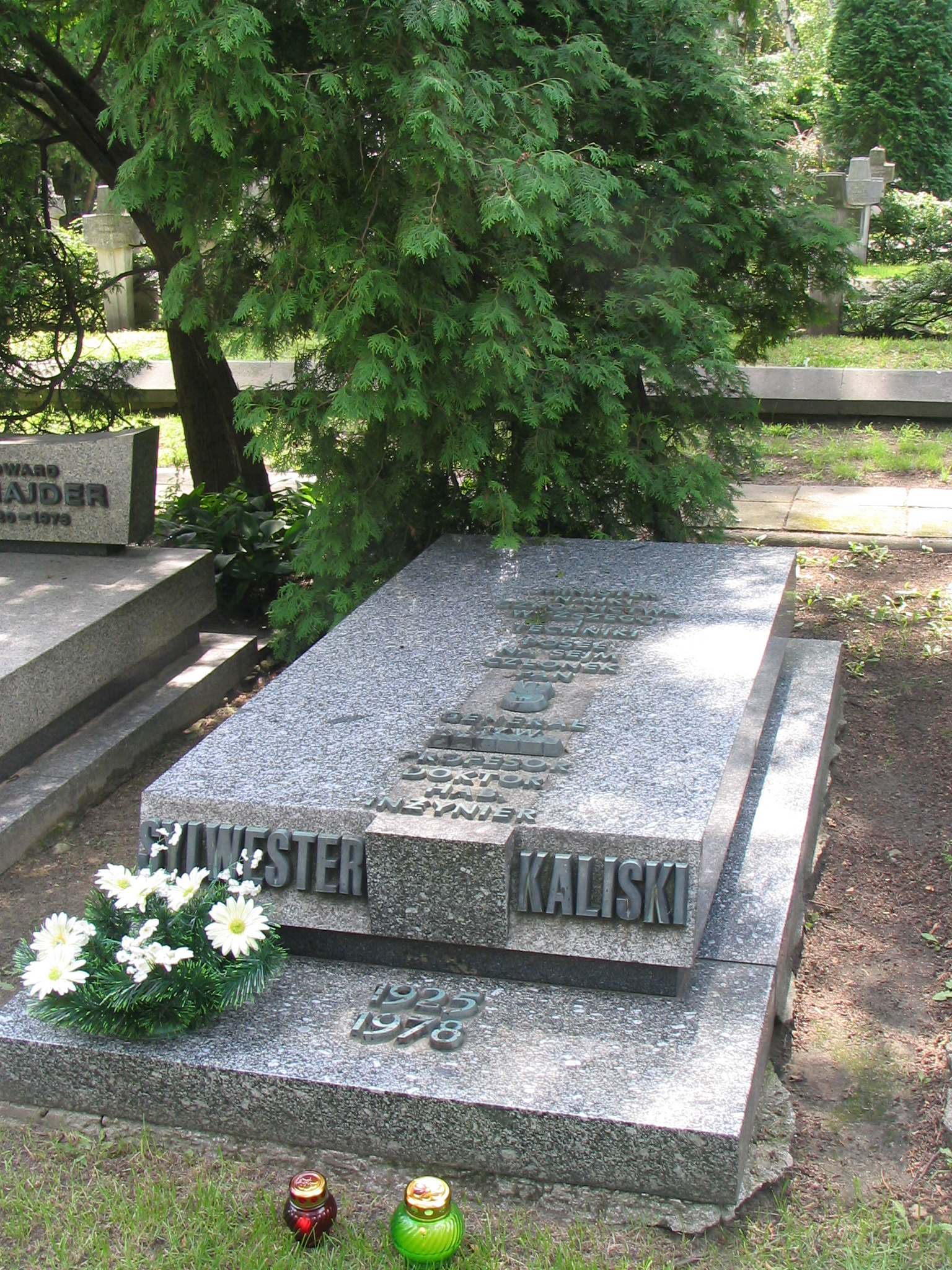
Grób gen. Sylwestra Kaliskiego i jego zmarłej w 2017 żony Ireny na Cmentarzu Wojskowym na Powązkach w Warszawie

Sylwester Damazy Kaliski (ur. 19 grudnia 1925 w Toruniu, zm. 16 września 1978 w Warszawie) – polski wojskowy i naukowiec, generał dywizji WP w czasach PRL, profesor (1961), inżynier, komendant-rektor Wojskowej Akademii Technicznej im. Jarosława Dąbrowskiego w Warszawie (1967–1974), członek rzeczywisty Polskiej Akademii Nauk (1969–1978), działacz partyjny i państwowy, członek Komitetu Centralnego PZPR (1975–1978), minister nauki, szkolnictwa wyższego i techniki (1974–1978). Poseł na Sejm PRL VI i VII kadencji. Budowniczy Polski Ludowej.

## Życiorys

### Dzieciństwo i młodość
Był synem Wincentego (starszego ogniomistrza w 8 Pułku Artylerii Ciężkiej Wojska Polskiego) i Walerii z domu Szynalewskiej. Do 1939 ukończył sześć klas szkoły powszechnej i jedną klasę gimnazjum w Toruniu. W 1940 został wywieziony do prac przymusowych w Niemczech, skąd w 1941 zbiegł i powrócił do rodzinnego miasta. W Toruniu pracował w warsztacie tapicerskim i związał się z ruchem oporu. We wrześniu 1943 został wcielony do służby w Kriegsmarine. Za odmowę służby oraz próbę ucieczki został aresztowany i osadzony w więzieniu wojskowym. W lutym 1944 został przewieziony do Gestapo w Bydgoszczy, następnie do obozu koncentracyjnego w Potulicach. Po zakończeniu wojny pracował jako mierniczy w Oddziale Reformy Rolnej, następnie krótko w Milicji Obywatelskiej w Toruniu i jednocześnie kontynuował naukę.

### Okres powojenny
W sierpniu 1945 eksternistycznie zdał maturę w Liceum Matematyczno-Fizycznym im. Stefana Żeromskiego w Toruniu i rozpoczął studia na Wydziale Inżynierii Lądowo-Wodnej Politechniki Gdańskiej (specjalność: budowy mostów i budownictwa przemysłowego), które ukończył 12 listopada 1949 z tytułem magistra inżyniera budowy mostów. Na trzecim roku studiów został asystentem. Jako student opublikował swoją pierwszą pracę naukową: Pasmo płytowe nieskończenie długie sprężyście zamocowane w dźwigarach. Po ukończeniu studiów pozostał w uczelni jako starszy asystent, a następnie adiunkt w Katedrze Budowy Mostów. Jednocześnie pracował jako samodzielny pracownik naukowy w Zakładzie Mechaniki Budowli Politechniki, współpracując przy projektach budowli przemysłowych. Prowadził również zajęcia w Wieczorowej Szkole Inżynierskiej w Gdańsku. Równolegle samodzielnie studiował matematykę oraz fizykę.
31 grudnia 1950 został skierowany na kurs oficerów rezerwy (w grupie kwaterunkowo-budowlanej) w Centrum Wyszkolenia Kwatermistrzowskiego w Poznaniu. Kurs ukończył 6 kwietnia 1951 i rozpoczął zawodową służbę wojskową.
W kwietniu 1951 został pracownikiem Wojskowej Akademii Technicznej im. Jarosława Dąbrowskiego w Warszawie, gdzie początkowo był pomocnikiem kierownika sekcji programów i planowania w Wydziale Wyszkolenia. Od 18 marca 1952 był inspektorem Fakultetu Uzbrojenia. Od 6 września 1952 był zastępcą szefa Katedry Mechaniki Teoretycznej i Wytrzymałości Materiałów, a od 17 września 1953 był jednocześnie starszym wykładowcą w tej katedrze. Od 17 grudnia 1956 ponadto był starszym wykładowcą przedsięwzięć inżynieryjnej obrony przeciwatomowej. Od 1959 był kierownikiem Pracowni Teorii Drgań Ośrodków Ciągłych w Zakładzie Badań Drgań. Następnie był szefem Katedry Podstaw Mechaniki i Fizyki Technicznej (1961–1974) oraz zastępcą komendanta WAT do spraw naukowych. W latach 1962–1965 pełnił funkcję zastępcy komendanta Wydziału Chemii i Fizyki Technicznej do spraw szkolenia. W latach 1967–1974 był komendantem-rektorem WAT. W latach 1954–1978 był pracownikiem Instytutu Podstawowych Problemów Techniki Polskiej Akademii Nauk.
W 1966 awansował na stopień generała brygady, a w 1972 na stopień generała dywizji. Na podstawie rozkazu personalnego MON nr 07 z 4 stycznia 1975 został zwolniony z zawodowej służby wojskowej i przeniesiony do rezerwy.
Stopień naukowy kandydata nauk technicznych uzyskał 27 listopada 1954 na podstawie pracy pt.: Stateczność udarowa pręta (promotorem pracy był prof. Stefan Zięba). Z dniem 21 września 1961 po zmianie ustawy o stopniach i tytułach naukowych nadano mu z mocy prawa stopień naukowy doktora nauk technicznych. Stopień doktora habilitowanego uzyskał w IPPT PAN w 1956 na podstawie pracy pt.: Pewne problemy brzegowe dynamicznej teorii sprężystości i ciał niesprężystych. Obie prace miały charakter niejawny, ich przedmiotem były de facto techniczne zagadnienia konstrukcji rakiet bojowych.
Tytuł naukowy profesora nadzwyczajnego uzyskał w 1958, a profesora zwyczajnego – w 1961. Od 1962 był członkiem korespondentem, a od 1969 członkiem rzeczywistym PAN.
W 1976 utworzył Instytut Fizyki Plazmy i Laserowej Mikrosyntezy i został jego pierwszym dyrektorem. W 1973 przeprowadził eksperyment kontrolowanej mikrosyntezy termojądrowej, osiągając temperaturę plazmy 10 milionów stopni (tzw. Eksperyment „Focus”). Był wybitnym specjalistą w dziedzinie teorii pól sprzężonych, badań termojądrowych, twórcą polskiej elektronofononiki.
Podał teorię ciągłego wzmacniania ultradźwięków i hiperdźwięków w kryształach półprzewodnikowych. Był inicjatorem polskich badań nad mikrosyntezą termojądrową za pomocą lasera.
Od 1959 był redaktorem naczelnym czasopisma „Proceedings of Vibration Problems”, a następnie „Journal of Technical Physics”.
Opublikował około 550 prac naukowych, w tym książkę Lasery – synteza jądrowa (tom 284 serii wydawniczej Omega, Warszawa 1975). Ostatnia jego praca: Wydatek neutronów podczas pobudzonej wybuchowo kompresji deuter-tryt w układzie cylindrycznym z warstwą o dużej inercji została opublikowana już po jego śmierci – w 1979, w założonym przez niego czasopiśmie „Journal of Technical Physics”. Był autorem wielu ważnych wynalazków, opatentowanych w kraju i za granicą.
Od 28 stycznia 1959 był członkiem Polskiej Zjednoczonej Partii Robotniczej, w latach 1975–1978 członkiem Komitetu Centralnego PZPR, posłem na Sejm PRL VI i VII kadencji, przewodniczącym Sejmowej Komisji Nauki i Postępu Technicznego, w latach 1974–1978 ministrem nauki, szkolnictwa wyższego i techniki.
Był doktorem honoris causa Moskiewskiego Uniwersytetu Państwowego i Uniwersytetu Sofijskiego (który nadał mu tytuł w 1977), a także laureatem wielu nagród m.in. Maksymiliana Tytusa Hubera (1954, 1957) oraz czterokrotnie nagrody państwowej I stopnia (1964, 1970, 1974, 1978) i dwukrotnie nagrody ministra obrony narodowej (1958 i 1968 – I stopnia).

### Okoliczności śmierci
Zmarł 16 września 1978 w Centralnym Szpitalu Klinicznym Wojskowej Akademii Medycznej w Warszawie w następstwie ciężkich obrażeń, odniesionych 5 sierpnia 1978 w wypadku samochodowym koło Mostowa pod Koszalinem (prowadził samochód Fiat 132; jego żona była ciężko ranna i została sparaliżowana na stałe). Został pochowany 19 września 1978 na Cmentarzu Wojskowym na Powązkach w Warszawie (kwatera B4-tuje-6). W pogrzebie gen. dyw. Sylwestra Kaliskiego wzięli udział m.in. przewodniczący Rady Państwa prof. Henryk Jabłoński, prezes Rady Ministrów Piotr Jaroszewicz oraz minister obrony narodowej gen. armii Wojciech Jaruzelski.

## Życie prywatne
Mieszkał w Warszawie. Od 1950 był żonaty z Ireną z domu Jankowicz (1925–2018). Małżeństwo miało syna Wojciecha Sylwestra (ur. 1954).

## Upamiętnienia
Zarządzeniem Prezesa Rady Ministrów z 24 lipca 1979 ustanowiono nagrodę jego imienia (indywidualną i zbiorową), przyznawaną za wybitne prace naukowe, związane z obronnością kraju i przyczyniające się do rozwoju nauk technicznych oraz fizycznych.
Jest patronem ulicy w dzielnicy Bemowo w Warszawie, ulicy w Bydgoszczy na Fordonie (znajduje się przy niej Politechnika Bydgoska) oraz w dzielnicy Koniuchy w Toruniu. W listopadzie 2017 na mocy ustawy dekomunizacyjnej nazwa ulicy została zmieniona na ul. gen. Witolda Urbanowicza, ale 7 grudnia 2018 Naczelny Sąd Administracyjny przywrócił ją wraz z kilkudziesięcioma innymi zmienionymi nazwami ulic. Jego imię noszą również Zespół Szkół Technicznych w Turku (od 5 maja 1989) i Zespół Szkół Mechanicznych Elektrycznych i Elektronicznych w Toruniu.

## Awanse wojskowe[7]
- porucznik – 28 lutego 1951
- kapitan – 9 lipca 1952
- major – 29 grudnia 1954
- podpułkownik – 8 lipca 1957
- pułkownik – 30 czerwca 1960
- generał brygady − 29 września 1966
- generał dywizji − 5 października 1972

## Odznaczenia i wyróżnienia
- Order Budowniczych Polski Ludowej – 1978 (pośmiertnie)
- Order Sztandaru Pracy I klasy – 1968
- Krzyż Komandorski Orderu Odrodzenia Polski – 1973[12]
- Krzyż Kawalerski Orderu Odrodzenia Polski – 1961
- Złoty Krzyż Zasługi – 1957
- Medal 30-lecia Polski Ludowej – 1974
- Złoty Medal „Siły Zbrojne w Służbie Ojczyzny” – 1970
- Srebrny Medal „Siły Zbrojne w Służbie Ojczyzny”
- Brązowy Medal „Siły Zbrojne w Służbie Ojczyzny”
- Złoty Medal „Za zasługi dla obronności kraju” – 1974
- Srebrny Medal „Za zasługi dla obronności kraju”
- Brązowy Medal „Za zasługi dla obronności kraju”
- Złota Odznaka honorowa „Za Zasługi dla Warszawy” (1970)[13]
- Order Przyjaźni Narodów (Związek Radziecki) – 1973
- Order Za Zasługi Wojenne z Wielką Gwiazdą (Jugosławia) – 1967
- Wielki Oficer Orderu Infanta Henryka – 1976[14]
- Wpis do „Honorowej Księgi Czynów Żołnierskich” – 1973[7]
- i inne.